# Lintang (sockenhuvudort i Kina, Jiangxi Sheng, lat 24,79, long 114,80)
Lintang är en sockenhuvudort i Kina. Den ligger i provinsen Jiangxi, i den sydöstra delen av landet, omkring 450 kilometer söder om provinshuvudstaden Nanchang. Antalet invånare är 12 529. Befolkningen består av 6 437 kvinnor och 6 092 män. Barn under 15 år utgör 19,0 %, vuxna 15-64 år 70 %, och äldre över 65 år 9,0 %.
Runt Lintang är det ganska tätbefolkat, med 144 invånare per kvadratkilometer. Närmaste större samhälle är Liren, 14,5 km nordost om Lintang. I omgivningarna runt Lintang växer huvudsakligen savannskog.
Genomsnittlig årsnederbörd är 2 068 millimeter. Den regnigaste månaden är maj, med i genomsnitt 388 mm nederbörd, och den torraste är oktober, med 15 mm nederbörd.